# La Ventrouze
La Ventrouze är en kommun i departementet Orne i regionen Normandie i nordvästra Frankrike. Kommunen ligger i kantonen Tourouvre som tillhör arrondissementet Mortagne-au-Perche. År 2022 hade La Ventrouze 122 invånare.

## Befolkningsutveckling
Antalet invånare i kommunen La Ventrouze
| Referens: INSEE |